# Perianne Jones
Perianne Jones (* 18. Februar 1985 in Almonte) ist eine ehemalige kanadische Skilangläuferin.

## Werdegang
Jonas nahm von 2001 bis 2004 am Continental Cup teil. Von 2004 bis 2015 trat sie beim Nor Am Cup, den sie 2008 und 2011 gewinnen konnte, und am Skilanglauf-Weltcup an. Bei den kanadischen Skilanglaufmeisterschaften 2005 gewann sie Silber über 5 km klassisch. Ihr erstes Weltcuprennen lief sie im Dezember 2005 in Vernon, welches sie mit dem 45. Rang im 15-km-Skiathlon abschloss. Die Tour de Ski 2007/08 beendete sie auf dem 47. Rang. Ihren ersten Weltcuppunkt gewann sie im Januar 2008 in Canmore mit dem 30. Rang im Sprint. Ihre besten Resultate bei den nordischen Skiweltmeisterschaften 2009 in Liberec waren der 48. Platz über 10 km klassisch und den sechsten Rang im Teamsprint. Der 41. Platz im Sprint und der 15. Platz in der Staffel erreichte sie bei den Olympischen Winterspielen 2010 in Vancouver. Ihre besten Platzierungen bei den nordischen Skiweltmeisterschaften 2011 in Oslo waren der 29. Rang im Sprint und der sechste Platz im Teamsprint. Im Januar 2012 erreichte sie in Mailand erstmals mit dem dritten Platz im Teamsprint ein Podestplatz im Weltcup. Bei den kanadischen Skilanglaufmeisterschaften 2012 holte sie Silber über 5 km klassisch. Im Januar 2013 schaffte sie mit dem neunten Platz im Sprint, ihr bestes Weltcupeinzelergebnis. Bei den kanadischen Skilanglaufmeisterschaften 2013 gewann sie zweimal Bronze Die Saison 2012/13 beendete sie auf dem 53. Platz in der Weltcupgesamtwertung und auf dem 27. Rang in der Sprintwertung. Ihre besten Ergebnisse bei den Olympischen Winterspielen 2014 in Sotschi waren der 23. Platz im Sprint und der 11. Rang im Teamsprint. Bei den kanadischen Skilanglaufmeisterschaften 2014 gewann sie Silber im Sprint. Im Februar 2015 errang sie bei den nordischen Skiweltmeisterschaften 2015 in Falun den 37. Platz im Skiathlon, den 32. Rang über 10 km Freistil und den 24. Platz im Sprint. Im folgenden Monat wurde sie kanadische Meisterin im Sprint. Nach der Saison 2014/15 beendete sie ihre Karriere.

## Siege bei Continental-Cup-Rennen
| Nr. | Datum              | Ort         | Disziplin                 | Serie                     |
| --- | ------------------ | ----------- | ------------------------- | ------------------------- |
| 1.  | 30. Januar 2005    | Gatineau    | 10 km Freistil            | Nor-Am Cup                |
| 2.  | 4. Februar 2005    | Hinton      | 10 km klassisch           | Nor-Am Cup                |
| 3.  | 6. Januar 2009     | Canmore     | Sprint klassisch          | Nor-Am Cup                |
| 4.  | 24. August 2009    | Snow Park   | Sprint Freistil           | Australia/New Zealand Cup |
| 5.  | 11. Dezember 2010  | Vernon      | Sprint klassisch          | Nor-Am Cup                |
| 6.  | 9. Januar 2011     | Thunder Bay | 10 km Freistil            | Nor-Am Cup                |
| 7.  | 4. Februar 2011    | Westbank    | Sprint Freistil           | Nor-Am Cup                |
| 8.  | 5. Februar 2011    | Westbank    | 3 km klassisch            | Nor-Am Cup                |
| 9.  | 6. Februar 2011    | Westbank    | 10 km Freistil Verfolgung | Nor-Am Cup                |
| 10. | 4.–6. Februar 2011 | Westbank    | 15 km Mini Tour           | Nor-Am Cup                |
| 11. | 10. Januar 2015    | Duntroon    | Sprint klassisch          | Nor-Am Cup                |
| 12. | 18. März 2015      | Thunder Bay | Sprint klassisch          | Nor-Am Cup                |

## Platzierungen im Weltcup

### Weltcup-Statistik
Die Tabelle zeigt die erreichten Platzierungen im Einzelnen.
- 1.–3. Platz: Anzahl der Podiumsplatzierungen
- Top 10: Anzahl der Platzierungen unter den ersten zehn
- Punkteränge: Anzahl der Platzierungen innerhalb der Punkteränge
- Starts: Anzahl gelaufener Rennen in der jeweiligen Disziplin
- Hinweis: Bei den Distanzrennen erfolgt die Einordnung gemäß FIS.

| Platzierung         | Distanzrennen a | Distanzrennen a | Distanzrennen a | Distanzrennen a | Distanzrennen a | Skiathlon Verfolgung | Sprint | Etappen- rennen b | Gesamt | Team c | Team c  |
| Platzierung         | ≤ 5 km          | ≤ 10 km         | ≤ 15 km         | ≤ 30 km         | > 30 km         | Skiathlon Verfolgung | Sprint | Etappen- rennen b | Gesamt | Sprint | Staffel |
| ------------------- | --------------- | --------------- | --------------- | --------------- | --------------- | -------------------- | ------ | ----------------- | ------ | ------ | ------- |
| 1. Platz            |                 |                 |                 |                 |                 |                      |        |                   |        |        |         |
| 2. Platz            |                 |                 |                 |                 |                 |                      |        |                   |        |        |         |
| 3. Platz            |                 |                 |                 |                 |                 |                      |        |                   |        | 2      |         |
| Top 10              |                 |                 |                 |                 |                 |                      | 2      |                   | 2      | 3      |         |
| Punkteränge         |                 | 1               | 1               |                 |                 | 1                    | 17     |                   | 20     | 8      | 1       |
| Starts              | 5               | 8               | 3               | 1               |                 | 8                    | 53     | 3                 | 81     | 8      | 1       |
| Stand: Karriereende |                 |                 |                 |                 |                 |                      |        |                   |        |        |         |

### Weltcup-Gesamtplatzierungen
| Saison  | Gesamt | Gesamt | Distanz | Distanz | Sprint | Sprint |
| Saison  | Punkte | Platz  | Punkte  | Platz   | Punkte | Platz  |
| ------- | ------ | ------ | ------- | ------- | ------ | ------ |
| 2007/08 | 1      | 104.   | -       | -       | 1      | 80.    |
| 2008/09 | 18     | 80.    | 3       | 88.     | 15     | 59.    |
| 2009/10 | 6      | 117.   | -       | -       | 6      | 81.    |
| 2010/11 | 22     | 80.    | -       | -       | 22     | 55.    |
| 2011/12 | 33     | 72.    | 2       | 82.     | 31     | 47.    |
| 2012/13 | 88     | 53.    | -       | -       | 88     | 27.    |
| 2013/14 | 37     | 78.    | -       | -       | 37     | 48.    |
| 2014/15 | 10     | 104.   | -       | -       | 10     | 63.    |